# Cayman Brac

Cayman Islands

Cayman Brac är en ö belägen omkring 143 km nordöst om ön Grand Cayman i Caymanöarna i Karibiska havet. Ön är omkring 19 km lång, med en medelbredd på 2 km, vilket innebär att ytan är omkring 38 km².